# Frank Silver
Frank Silver (Frank Silverstadt; * 8. September 1896 in Boston; † 14. Juni 1960 in New York City) war ein US-amerikanischer Songwriter, Bandleader und Vaudevilleschauspieler.
Silver arbeitete zu Beginn seiner Karriere als Schlagzeuger; später leitete er Orchester in Varietés. Er komponierte mehr als 75 Songs, darunter Icky-Wicky-Woo, Gold Digger Blues und What Do We Get From Boston? Beans, Beans, Beans. Sein größter Erfolg war Yes! We Have No Bananas, ein Evergreen, den er 1922 mit Irving Cohn für die Broadway-Revue Make it Snappy schrieb, wo er von Eddie Cantor gesungen wurde. Das Lied wurde Schlager des Jahres 1923 und wurde in zahlreichen Kino- und Fernsehfilmen zitiert. Das Geld, das Silver mit dem Song verdiente, verlor er beim Börsencrash 1929. Silver leitete das Frank Silver's Dance Orchestra und arbeitete auch als Vaudevilledarsteller. Er trat auch mit der reisenden Revue Hitchy-Koo von Raymond Hitchcock auf und arbeitete an der Brooklyn Academy of Music.
Silver starb im Alter von 68 Jahren an einer Hirnblutung.